# Olexandr Hordiyenko
Olexandr Hordiyenko –en ucraniano, Олександр Гордієнко– (21 de enero de 1991) es un deportista ucraniano que compitió en judo.
En los Juegos Europeos de Bakú 2015 consiguió una medalla de bronce en la prueba por equipo. Ganó una medalla de bronce en el Campeonato Europeo de Judo por Equipo Mixto de 2018.

## Palmarés internacional
| Juegos Europeos                     | Juegos Europeos       | Juegos Europeos   | Juegos Europeos |
| Año                                 | Lugar                 | Medalla           | Categoría       |
| ----------------------------------- | --------------------- | ----------------- | --------------- |
| 2015                                | Bakú (Azerbaiyán)     | Medalla de bronce | Equipo          |
| Campeonato Europeo por Equipo Mixto |                       |                   |                 |
| Año                                 | Lugar                 | Medalla           | Categoría       |
| 2018                                | Ekaterimburgo (Rusia) | Medalla de bronce | Equipo mixto    |